# Josef Weitz

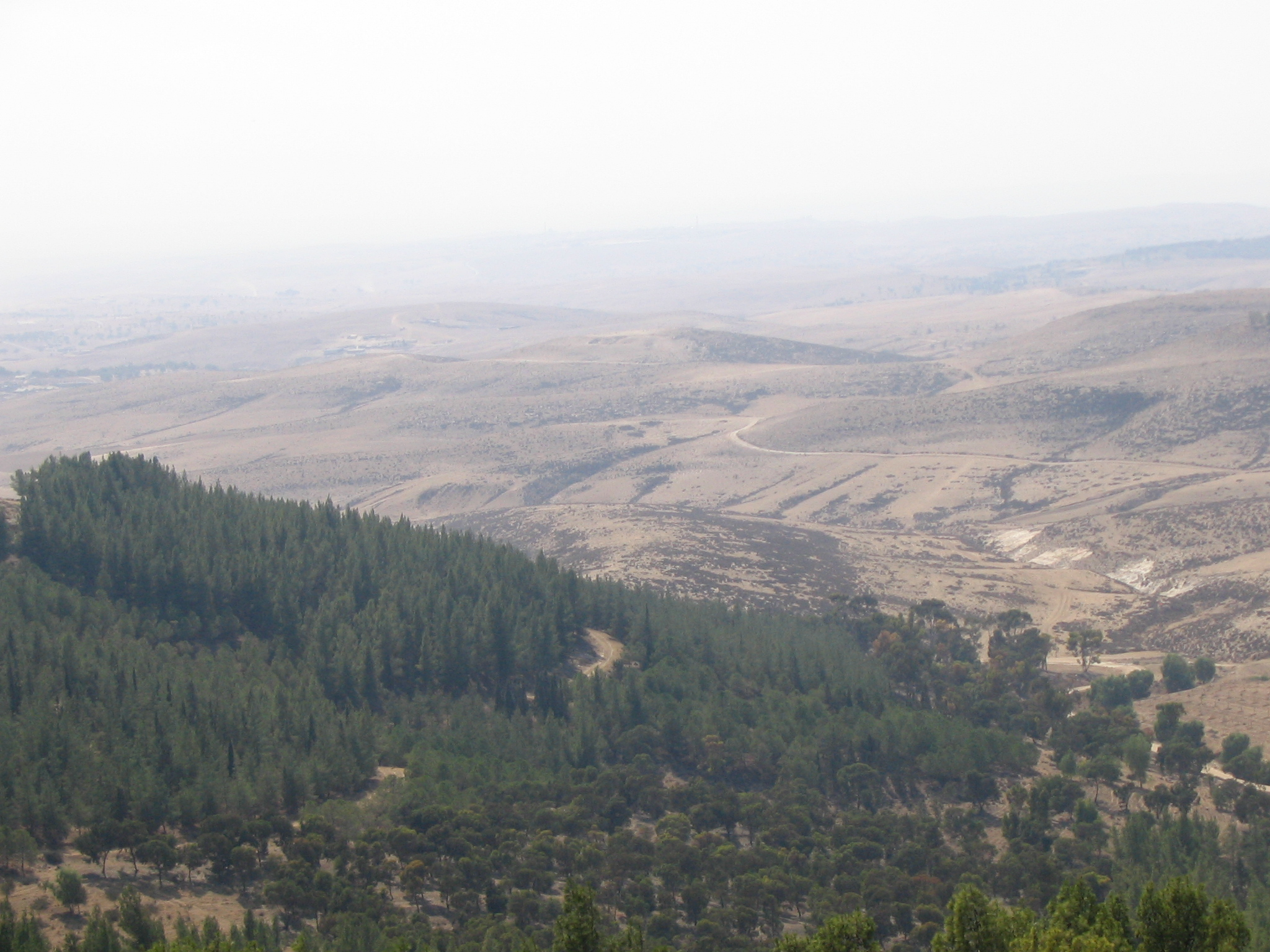
Jatirský les v Izraeli vysázený z iniciativy J. Weitze

Josef Weitz (hebrejsky יוסף ויץ , žil 1890–1972) byl sionistický předák a funkcionář židovských organizací v mandátní Palestině a ve státu Izrael. Je spojován zejména s osidlovací a zalesňovací politikou a v Izraeli bývá označován jako Av ha-Jaיarot (אב היערות, „Otec lesů“).

## Mládí

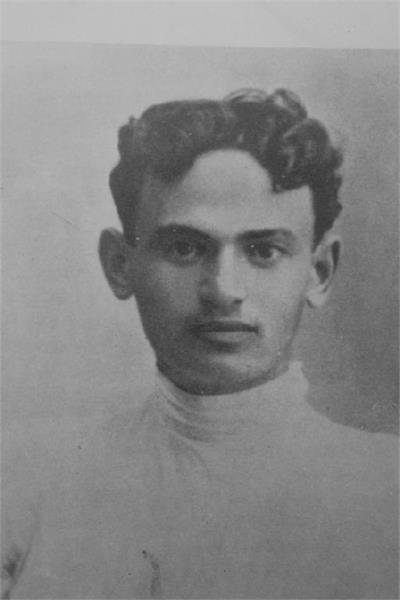
Mladý Josef

Narodil se roku 1890 v regionu Volyně v západní části tehdejšího Ruského impéria. Roku 1908 se v rámci druhé alije přestěhoval do tehdejší turecké Palestiny. Nejprve se usadil v Rechovot. Zapojil se do levicové organizace ha-Po'el ha-ca'ir a stal se odborovým předákem sdružujícím židovské zemědělské dělníky. Pracoval tehdy na farmě Sedžera v Dolní Galileji a v jiných osadách.

## Sionistický předák
Po první světové válce a vzniku britského mandátu Palestina začal působit jako funkcionář nejprve v Sionistické exekutivě, od 30. let 20. století v Židovském národním fondu, kde řídil jeho odbor pro půdu a zalesňování a byl tak hlavní postavou pozemkových transakcí, které v té době umožňovaly Židům získat od Arabů pozemky, na kterých se pak rozvíjely židovské osady. V této aktivitě pokračoval i po vzniku státu Izrael, kdy například dojednával i vznik Izraelské pozemkové správy (Israel Land Administration).
V období po roce 1948 spoluurčoval politiku židovského státu vůči arabským utečencům, kteří během první arabsko-izraelské války v roce 1948 opustili svá sídla v hranicích nyní kontrolovaných Izraelem. Ještě před koncem války apeloval na premiéra Davida Ben Guriona, aby v jednáních o příměří a mírovém urovnání nepřipustil jakýkoliv návrat běženců. Zároveň navrhl plán na řízenou emigraci zbylých křesťanských Arabů z Izraele do Argentiny, kam se sám vydal na inspekční cestu. V kruzích kritických k Izraeli a k sionismu bývá proto Weitz označován za duchovního otce etnických čistek. V této souvislosti se připomíná jeho citát z března 1941:„Celková evakuace obyvatel z této země a její předání židovskému národu je tou správnou odpovědí.“
V 60. letech 20. století se podílel na plánování výstavby židovských sídel v Galileji jakým bylo město Karmiel nebo síť nových vesnic při libanonských hranicích (Operace Sof Sof).
Ve své funkci zodpovídal i za velké meliorační projekty jako vysušení Chulského jezera nebo výsadba lesů. V roce 1966 na jeho naléhání začala výsadba Jatirského lesa, který byl situován na pomezí Hebronských hor a Negevské pouště. Projekt zalesnění pouštní krajiny byl tehdy provázen pochybami. Po půlstoletí ale vědci prokázali, že Jatirský les výrazně změnil klima a kvalitu ovzduší v tomto regionu.

## Rodina
Josef Weitz měl s manželkou Ruchamou tři syny: Ra'anana, Jechiama a Šarona. Jechiam byl v roce 1946 zabit při bojovém nasazení v elitních židovských jednotkách Palmach. Byl pak po něm pojmenován kibuc Jechi'am zřízený téhož roku v Galileji. Šaron Weitz následoval profesně svého otce a podílel se také na plánování zalesňovacích prací.
Jméno Josefa Weitze nese od roku 1975 Oblastní rada Ma'ale Josef v severním Izraeli.